# Rosanae
Ne doit pas être confondu avec Rosana ou Rosanna.
Cet article concerne le clade en classification APG III. Pour la sous-classe en nomenclature botanique, voir Rosidae.
Super-ordre
Classification Tropicos
Super-ordre
Classification APG IV (2016)
Clade
Taxons de rang inférieur
- Voir le texte

Les Rosanae sont un super-ordre de plantes à fleurs formant le clade des Rosidées, l'un des deux principaux clades des Dicotylédones vraies avec les Astéridées dans la classification phylogénétique APG III (2009).
Les Rosidées sont des Eudicotylédones supérieures dialypétales disciflores, à fleurs cycliques, hétérochlamydes, (tétra-) pentamères, à étamines libres, ovule bitégumenté et crassinucellé.
Une partie des taxons de ce clade étaient référencés dans la sous-classe des Rosidae dans la classification classique de Cronquist (1981).

## Historique
Le nom Rosanae est créé en 1967 par le botaniste soviéto-arménien Armen Takhtajan, publié dans son ouvrage Sistema i Filogeniia Tsvetkovykh Rastenii. Il est formé à partir du nom du genre type Rosa (rosier), suivi de la terminaison -anae commune aux super-ordres en nomenclature botanique.
En 1992, Thorne met à jour sa classification et accepte la terminaison -anae pour les super-ordres à la place du « traditionnel mais inapproprié » -iflorae. Il place alors dix ordres (voir infra) dans les Rosanae. En 2007, Thorne et Reveal n'y placent que deux ordres, les Rosales et les Fabales, puis, en 2009, Takhtajan publie sa seconde édition de son ouvrage Flowering Plants, dans lequel le super-ordre des Rosanae, classé dans la sous-classe des Rosidae, classe des Magnoliopsida (Dicotylédones), division des Magnoliophyta (plantes à fleurs), regroupe neuf ordres (voir infra).
La même année, le clade des « rosids » est défini par la classification phylogénétique APG III (2009), mais ne reçoit pas encore de nom scientifique ni de rang taxinomique. Le nom Rosanae est choisi pour ce clade par Chase et Reveal (2009) qui donnent le rang de super-ordre aux clades principaux d'Angiospermes. Les Angiospermes correspondent alors à la sous-classe des Magnoliidae, de la classe des Equisetopsida qui regroupe toutes les plantes terrestres, en cohérence avec la publication de Lewis et McCourt (2004) selon laquelle, si les principaux clades d'algues vertes sont reconnus comme des classes, alors toutes les plantes terrestres devraient être incluses dans une seule classe. La classification de Chase et Reveal est suivie par Tropicos (11 juillet 2022) et l'INPN (11 juillet 2022), étant applicable aux mises à jour de la classification phylogénétique APG IV (2016). En 2015, Ruggiero et al. publient pour le Catalogue of Life une classification de tous les ordres du vivant. Les super-ordres de Chase et Reveal sont alors conservés mais les plantes à fleurs sont élevées au rang de la super-classe des Angiospermae et les plantes terrestres sont regroupées dans la super-division des Embryophyta, en cohérence avec l'attribution traditionnelle du statut de division aux principaux sous-groupes de Bryophytes, de Ptéridophytes et de plantes à graines. Cette classification est suivie par l'ITIS (11 juillet 2022) et le World Register of Marine Species (11 juillet 2022).

## Liste des ordres
Selon l'ITIS (11 juillet 2022), d'après Ruggiero et al. (2015) (17 ordres) :
- Brassicales
- Celastrales
- Crossosomatales
- Cucurbitales
- Fabales
- Fagales
- Geraniales
- Huerteales
- Malpighiales
- Malvales
- Myrtales
- Oxalidales
- Picramniales
- Rosales
- Sapindales
- Vitales
- Zygophyllales

Selon Tropicos (11 juillet 2022) (liste brute contenant des synonymes) :
- Acerales Bercht. & J.Presl, 1820
- Anisophylleales Takht. ex Reveal & Doweld, 1999
- Barbeyales Takht. ex Reveal & Takht., 1993
- Batales Engl., 1907
- Brassicales Bromhead, 1838
- Capparales Juss. ex Bercht. & J.Presl, 1820
- Casuarinales Bercht. & J.Presl, 1820
- Casuarinales Lindl., 1833
- Celastrales Link, 1829
- Chrysobalanales Takht. ex Reveal & Doweld, 1999
- Chrysobalanales Link, 1829
- Connarales Takht. ex Reveal, 1995 [1996]
- Connarales Link, 1829
- Crossosomatales Takht. ex Reveal, 1993
- Cucurbitales Juss. ex Bercht. & J.Presl, 1820
- Epilobiales Vent., 1799
- Fabales Bromhead, 1838
- Fagales Engl., Syllabus 94, 1892
- Geissolomatales Takht. ex Reveal, 1992
- Geraniales Juss. ex Bercht. & J.Presl, 1820
- Huales Doweld, 2001
- Huerteales Doweld, 2001
- Juglandales Bercht. & J.Presl, 1820
- Malpighiales Juss. ex Bercht. & J.Presl, 1820
- Malvales Juss., 1820
- Myrtales Juss. ex Bercht. & J.Presl, 1820
- Nothofagales Doweld, 2001
- Oxalidales Bercht. & J.Presl, 1820
- Passiflorales Juss. ex Bercht. & J.Presl, 1820
- Picramniales Doweld, 2001
- Podostemales Lindl., 1833
- Polygalales Benth. & Hook.f., 1862
- Rafflesiales Mart., 1835
- Rhamnales Lindl., 1833
- Rhizophorales Tiegh. ex Reveal, 1993
- Rhizophorales Pers. ex Bercht. & J.Presl, 1820
- Rhizophorales Tiegh. ex Reveal & Doweld, 1999
- Rosales Bercht. & J.Presl, 1820
- Rutales Juss. ex Bercht. & J.Presl, 1820
- Salvadorales R. Dahlgren ex Reveal, 1993
- Sapindales Juss. ex Bercht. & J.Presl, 1820
- Urticales Juss. ex Bercht. & J.Presl, 1820
- Violales Vent. ex Bercht. & J.Presl, 1820
- Vitales Juss. ex Bercht. & J.Presl, 1820
- Vitales Takht. ex Reveal, 1995 [1996]
- Zygophyllales Takht. ex Reveal & Doweld, 1999
- Zygophyllales Link, 1829

Selon Takhtajan (2009) (neuf ordres) :
- Cunoniales
  - Cunoniaceae
  - Brunelliaceae
- Anisophylleales
  - Anisophylleaceae
- Cephalotales
  - Cephalotaceae
- Saxifragales
  - Tetracarpaeaceae
  - Aphanopetalaceae
  - Penthoraceae
  - Crassulaceae
  - Haloragaceae
  - Gunneraceae
  - Saxifragaceae
  - Grossulariaceae
  - Pterostemonaceae
  - Iteaceae
- Podostemales
  - Podostemaceae
- Vitales
  - Vitaceae
  - Leeaceae
- Rosales
  - Rosaceae
  - Quillajaceae
- Crossosomatales
  - Crossosomataceae
- Chrysobalanales
  - Chrysobalanaceae
  - Dichapetalaceae
  - Trigoniaceae
  - Euphroniaceae

Selon Thorne et Reveal (2007) (deux ordres) :
- Rosales
  - Rosaceae
- Fabales
  - Quillajaceae
  - Fabaceae
  - Polygalaceae
  - Surianaceae

Selon Thorne (1992) (dix ordres) :
- Hamamelidales
- Casuarinales
- Balanopales (nl)
- Bruniales
- Juglandales
- Betulales
- Rosales
- Saxifragales
- Podostemales
- Cunoniales

## APG III et IV
Dans la classification phylogénétique APG IV (2016), les Rosidées descendent des Superrosidées.
Dans la classification phylogénétique APG III (2009), elles comprennent :
- clade des Rosidées (anglais rosids)
ordre des Vitales
clade des Fabidées ou Eurosidées I
ordre des Celastrales
ordre des Cucurbitales
ordre des Fabales
ordre des Fagales
ordre des Malpighiales
ordre des Oxalidales
ordre des Rosales
ordre des Zygophyllales
clade des Malvidées ou Eurosidées II
ordre des Brassicales
ordre des Crossosomatales
ordre des Geraniales
ordre des Huerteales
ordre des Malvales
ordre des Myrtales
ordre des Picramniales
ordre des Sapindales

## APG II
Pour rappel, voilà la classification phylogénétique APG II (2003) :
- clade des Rosidées
famille des Aphloiaceae
famille des Geissolomataceae
famille des Ixerbaceae
famille des Picramniaceae
famille des Strasburgeriaceae
famille des Vitaceae
ordre des Crossosomatales
ordre des Geraniales
ordre des Myrtales
clade des Fabidées ou Eurosidées I
famille des Zygophyllaceae
[+ famille des Krameriaceae]
famille des Huaceae
ordre des Celastrales
ordre des Malpighiales
ordre des Oxalidales
ordre des Fabales
ordre des Rosales
ordre des Cucurbitales
ordre des Fagales
clade des Malvidées ou Eurosidées II
famille des Tapisciaceae
ordre des Brassicales
ordre des Malvales
ordre des Sapindales

N.B. : + … = famille optionnelle